# Bataille de la Brigade 93
Guerre civile syrienne
Batailles
La bataille de la Brigade 93 a lieu du 7 au 8 août 2014 lors de la guerre civile syrienne.

## Prélude
Au début de l'année 2014, le gouvernorat de Raqqa tombe presque entièrement aux mains de l'État islamique. À l'été, les djihadistes s'attaquent aux quelques bases isolées encore tenues par l'armée syrienne dans la région. Le 25 juillet, la base de la Division 17, située au nord de Raqqa, est prise et plusieurs centaines de soldats trouvent refuge dans la base de la Brigade 93, située à une soixantaine de kilomètres plus au nord, aux abords de la petite ville d'Aïn Issa,,,.

## Déroulement
Mais dans la nuit du 7 au 8 août 2014, la base de la Brigade 93 est attaquée à son tour par les djihadistes. L'assaut débute par un triple attentat-suicide commis à l'entrée et aux abords des défenses loyalistes. La base est ensuite envahie pendant la nuit.

## Pertes
Le jour même de la prise de la base, l'Observatoire syrien des droits de l'homme (OSDH), affirme avoir recensé la mort d'au moins 15 djihadistes, dont trois kamikazes, et celle d'au moins 36 combattants loyalistes, dont certains ont été décapités.
La base de la Brigade 93 reste aux mains de l'État islamique jusqu'au 22 juin 2015, date de sa prise par les Kurdes des YPG. En 2018, l'OSDH affirme que des charniers ont été retrouvés aux abords de la base,. Plus de 350 corps sont découverts et la plupart seraient ceux des soldats et miliciens loyalistes tués dans les combats,.